# Cuisine de Castille-La Manche

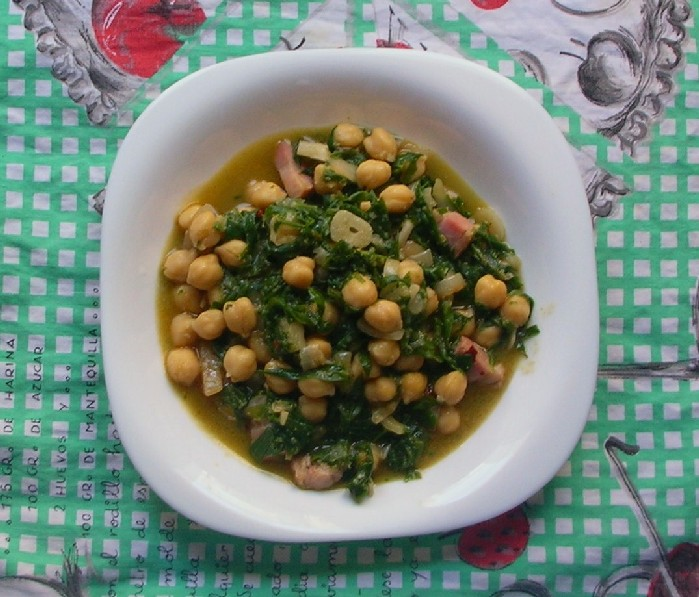
Cuisine de Castille-La Manche ; ragoût de pois chiches et de silene vulgaris (potaje de garbanzos y collejas).

La cuisine de Castille-La Manche, cuisine manchego ou cuisine manchoise, désigne les plats et ingrédients typiques de la cuisine de la région de Castille-La Manche en Espagne. Il s'agit notamment du pisto (un ragoût de légumes à la sauce tomate), du gaspacho manchois, du Manchego (un type de fromage), du vin blanc de La Manche et du vin rouge de Valdepeñas.
Les plats et spécialités de la région sont généralement sobres et raisonnables, reflétant une origine modeste et rurale. Ils contiennent un nombre limité d'ingrédients. Les ingrédients ont tendance à être ceux qui sont le plus facilement accessibles par les habitants de la région. Les plats ont tendance à être riches en calories, ce qui est idéal pour le régime alimentaire des ouvriers, des agriculteurs et des bergers. La cuisine de cette région a été popularisée par Miguel de Cervantes dans son roman Don Quichotte du début du XVIIe siècle, où un certain nombre de plats traditionnels sont mentionnés.

## Produits de base
Dans La Manche, les plats traditionnels comprennent les gachas de almorta, une pâte à base de farine de pois chiche (Lathirus sativus), et les tortas de gazpacho, un pain plat qui sert de base aux « gaspachos », un plat élaboré apparaissant dans El Quixote sous le nom de galianos.

### Fruits et légumes
L'un des légumes locaux est le silène enflé (silene vulgaris), connu sous le nom familier de collejas. Ces plantes sont traditionnellement cueillies dans les montagnes de La Manche (ainsi que dans d'autres régions d'Europe, d'Afrique et d'Asie) et utilisées pour une variété de plats.
Comme la plupart des plats espagnols, de nombreux plats locaux contiennent de l'ail, notamment le tiznao (morue salée aux oignons de printemps) et les atascaburras (morue salée avec purée de pommes de terre, également appelée ajoarriero). En outre, la ñora, une version cultivée du piment Capsicum annuum de Valence, est souvent utilisée dans les plats locaux tels que les manitas de cerdo (pieds de porc) et les migas.
Parmi les produits autonomes, citons la berenjena de Almagro, une variété de petites aubergines cultivées à Almagro, Ciudad Real, qui sont assaisonnées et marinées selon une recette traditionnelle et généralement consommées comme en-cas ou accompagnement.

### Plats végétariens
Il n'y a pas beaucoup de plats purement végétariens dans la région. Certains plats traditionnels à base de légumes sont le pisto manchego (équivalent local de la ratatouille), la pipirrana (salade d'oignons, de tomates et de concombres), les asadillo de la Mancha (poivrons rouges grillés) et le gazpacho viudo (gaspacho du veuf, ou gaspacho à base de feuilles de campion vésiculeux).

### Viande et poisson
Il existe de nombreux plats de viande locaux, qui se composent principalement de viande de mouton, de chèvre et, dans une moindre mesure, de bœuf. Les plats les plus importants sont les carcamusas (typiques de Tolède), la chanfarina, l'agneau rôti, les cuchifritos, les migas, la gallina en pepitoria (poulet à la pepitoria), le salpicón, le paturrillo et le zarajo. Dans les régions où l'on chasse beaucoup, certains plats à base de gibier sont également populaires, comme le conejo al ajillo (lapin à l'ail), le liebre a la cazadora (lièvre à la manière d'un chasseur) et la caldereta manchega.
La Manche est une région enclavée avec historiquement peu de plans d'eau douce pour permettre la généralisation du poisson dans sa cuisine. Le poisson traditionnel est donc le bacalao (morue salée), historiquement importé des zones côtières et qui ne s'altère pas. On le retrouve dans certains plats, notamment les pois chiches à la morue, consommés pendant le Carême.

### Fromages
Le queso manchego, ou « fromage de la Manche », est l'un des fromages espagnols les plus célèbres ; plus de 30 % des produits fromagers espagnols sont de cette variété. Il s'agit d'un fromage affiné fabriqué à partir du lait de brebis manchega locales (ovis aries ligeriensis), également appelées ovejas manchegas) qui abondent dans les pâturages toute l'année.
La masse du fromage est assez dure et dense, de couleur blanc ivoire. Il a un goût acidulé caractéristique lorsqu'il est nouveau, dû à la saveur naturelle du lait de brebis, mais en vieillissant, le fromage développe lentement une qualité savoureuse, que Carlos Yescas, de la Oldways Cheese Coalition, décrit comme « un équilibre délicat entre le beurre, l'acidité, le sucré et la noisette ». Le fromage est aussi riche en calcium, vitamines A, D, et E, et en protéine naturelle.
Il existe plusieurs variétés de queso manchego, qui se différencient à la fois par le temps de maturation et la tradition individuelle (certains sont immergés dans l'huile d'olive pendant la maturation).

### Vins
La production de vin est très importante pour la région, qui compte de nombreuses appellations d'origine protégées pour la zone. La principale AOP est l'AOC La Mancha, mais il en existe d'autres : D.O. Valdepeñas à Ciudad Real ; D.O. Méntrida à Tolède ; D.O. Jumilla et D.O. Manchuela à Albacete ; D.O. Mondéjar à Guadalajara, etc. Il existe en outre de nombreux vins artisanaux, comme les vins sacramentels appelés pitarras.